# Delaide
Delaide es una localidad de Santa Lucía, que forma parte del distrito de Dennery.